# Goworowo (gromada)
Goworowo – dawna gromada, czyli najmniejsza jednostka podziału terytorialnego Polskiej Rzeczypospolitej Ludowej w latach 1954–1972.
Gromady, z gromadzkimi radami narodowymi (GRN) jako organami władzy najniższego stopnia na wsi, funkcjonowały od reformy reorganizującej administrację wiejską przeprowadzonej jesienią 1954 do momentu ich zniesienia z dniem 1 stycznia 1973, tym samym wypierając organizację gminną w latach 1954–1972.
Gromadę Goworowo z siedzibą GRN w Goworowie utworzono – jako jedną z 8759 gromad na obszarze Polski – w powiecie ostrołęckim w woj. warszawskim, na mocy uchwały nr VI/10/10/54 WRN w Warszawie z dnia 5 października 1954. W skład jednostki weszły obszary dotychczasowych gromad Czernie, Czarnowo, Daniłowo, Goworowo, Goworówek, Grodzisk, Ludwinowo, Rębisze Kolonia, Szczawin i Wólka Brzezińska oraz zachodnia część obszaru dotychczasowej gromady Brzeźno Kolonia (której granica przebiega od granicy powiatu Ostrów Mazowiecka po wschodniej stronie byłego majątku Brzeźno, przecinając szosę z Goworowa do Grodziska Dużego, dochodząc do rzeki Orz) łącznie z PGR-em Brzeźno ze zniesionej gminy Goworowo w tymże powiecie. Dla gromady ustalono 27 członków gromadzkiej rady narodowej.
31 grudnia 1959 do gromady Goworowo włączono obszar zniesionej gromady Jawory Stare w tymże powiecie.
1 stycznia 1969 do gromady Goworowo włączono obszar zniesionej gromady Żabin oraz wsie Brzeżno Kolonia i Brzeżno Wieś ze zniesionej gromady Suchcice w tymże powiecie.
Gromada przetrwała do końca 1972 roku, czyli do kolejnej reformy gminnej. 1 stycznia 1973 w powiecie ostrołęckim reaktywowano gminę Goworowo.